# 김유연 (가수)
김유연(한국 한자: 金琉然, 2001년 2월 9일 ~ )은 대한민국의 가수로 걸 그룹 tripleS의 멤버이다.